# Littérature en breton
Ne doit pas être confondu avec Littérature bretonne.
La littérature en breton est l'ensemble des œuvres littéraires écrites totalement ou partiellement en breton, langue principale de la partie ouest de la péninsule armoricaine jusque dans les années 1950. La littérature bretonne est enseignée dans les universités de Rennes et Brest et figure aux programmes des licences et CAPES de breton comme la littérature anglaise figure aux programmes de licence et CAPES d'anglais . 

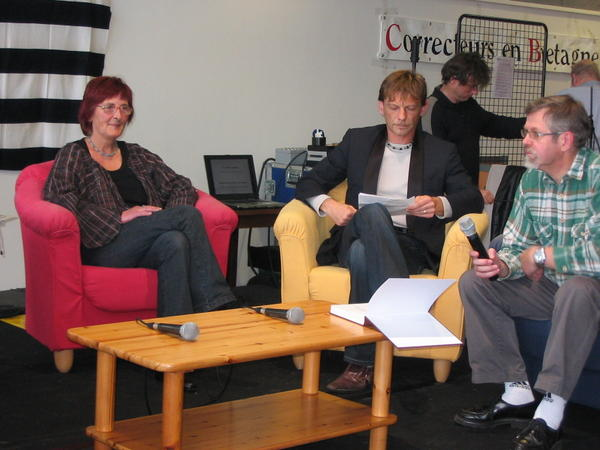
Romanciers bretons: Mich Beyer et Yann-Fulup Dupuy, et le traducteur Hervé Latimier, 2008

Des thèses de littérature bretonne[Lesquelles ?] ont été rédigées sur divers auteurs (Abeozen, Prosper Proux),  mouvements littéraires (Gwalarn) ou revues (Feiz ha Breiz). 

## AuXXIesiècle

### Maisons d'éditions
- Al Liamm,
- An Alarc'h
- Keit vimp bev

### Revues littéraires
- Aber
- Al Liamm
- Brud Nevez

### Prix littéraires
- Priz Imram
- Priz Langleiz

## Traductions
On traduit en breton de l'allemand, l'anglais, du basque, du chinois, de l'espagnol, du galicien, du grec . Ainsi ces ouvrages:  
- L'Adultera, de Theodor Fontane
- Harry Potter,